# Fulcher van Chartres
Fulcher van Chartres of Fulcherus Carnotensis (Chartres, ca. 1059 – Jeruzalem, 1127) was de schrijver van de Historia Hierosolymitana, een Latijnse kroniek, bestaande uit drie boeken.

## Levensloop
Fulcher werd geboren rond 1059. Zijn benoeming tot kapelaan van Boudewijn van Boulogne in 1097 suggereert dat hij een opleiding tot priester had gevolgd, hoogstwaarschijnlijk aan de school van Chartres. Hij was echter waarschijnlijk geen lid van het kapittel van de kathedraal, aangezien hij niet wordt genoemd in de lijst van de hoogwaardigheidsbekleders van de Onze-Lieve-Vrouwe kerk van Chartres.
De details van het Concilie van Clermont van 1095 suggereren dat hij het concilie persoonlijk bijwoonde, of iemand kende die dat wel deed; misschien bisschop Ivo van Chartres, die Fulchers mening over de kerkhervorming en de investituurcontroverse met het Heilige Roomse Rijk beïnvloedde.
Fulcher maakte deel uit van de entourage van graaf Stefanus van Blois en Robert van Normandië die in 1096 door Zuid-Frankrijk en Italië trok, vanuit Bari het Oost-Romeinse Rijk binnendrong en in 1097 in Constantinopel aankwam, waar ze zich bij de andere legers van de Eerste Kruistocht voegden. Hij reisde door Klein-Azië naar Marash, kort voor de aankomst van het leger in Antiochië in 1097, waar hij werd benoemd tot kapelaan van Boudewijn van Boulogne. Hij volgde zijn nieuwe heer nadat Baldwin zich had afgesplitst van het hoofdleger, naar Edessa, waar Baldwin het graafschap Edessa stichtte.
Na de verovering van Jeruzalem in 1099 reisden Fulcher en Baldwin naar de stad om hun pelgrimstocht te voltooien. Toen Baldwin in 1100 koning van Jeruzalem werd, ging Fulcher met hem mee naar Jeruzalem en bleef daar zijn kapelaan totdat Baldwin in 1118 stierf.
Fulcher vergezelde koning Baldwin bij de slag bij Ramla in 1101 en diende de koning vóór de slag. Hij beschreef de strijd als volgt: "Het aantal vijanden was zo groot dat ze zo snel over ons heen zwermden dat bijna niemand iemand anders kon zien of herkennen." Hoewel de kruisvaarders aanvankelijk op de vlucht waren geslagen, zette Baldwin zijn reserves in en leidde zelf de tegenaanval en versloeg de tegenstander.
Mogelijk diende Fulcher destijds als prior op de Olijfberg. Na 1115 was hij kanunnik van de Heilig Grafkerk in Jeruzalem, mogelijk verbonden aan de Kanunniken van het Heilig Graf, en was hij waarschijnlijk verantwoordelijk voor de relikwieën en schatten in deze kerk. Fulcher was in ieder geval tot en met 1127 een inwoner van Jeruzalem.

## Kronieken
Fulcher is het bekendst geworden vanwege zijn drie kronieken waarin hij zijn ervaringen als deelnemer aan de Eerste Kruistocht beschrijft. Het eerste boek handelt over het Concilie van Clermont in 1095 en het daaruit ontsproten enthousiasme, naar de belegering van Nicea en Antiochië, de verovering van Jeruzalem en de Slag bij Ascalon. Het tweede en derde boek geeft een beschrijving van de regering van Boudewijn I en II in Jeruzalem.
Fulcher schreef deze boeken tijdens zijn verblijf in Jeruzalem, van het einde van 1100 tot 1127, toen hij plots geheel van het toneel verdween.
- Biblioteca Nacional de España: XX5175120
- Bibliothèque nationale de France: cb133247770 (data)
- CiNii: DA10076905
- Gemeinsame Normdatei: 118956043
- International Standard Name Identifier: 0000 0000 6634 7761
- Library of Congress Control Number: n50063050
- Nationale Bibliotheek van Letland: 000286524
- Bibliotheek van het Japanse parlement: 01164076
- Nationale Bibliotheek van Tsjechië: xx0058747
- Nationale Bibliotheek van Israël: 987007261203405171
- Nationale Bibliotheek van Polen: a0000003544600
- Nederlandse Thesaurus van Auteursnamen: 152159630
- Istituto Centrale per il Catalogo Unico: SBLV070017
- LIBRIS: 54633
- Système universitaire de documentation: 035616210
- Virtual International Authority File: 49368569
- WorldCat: E39PBJtCwqJBgtJ7f9vTt9M9Dq